# Didrik Hamilton
Didrik Hamilton, född 22 juli 1956, är en svensk greve och affärsman. Han är civilekonom från Handelshögskolan i Stockholm och tog en MBA på det franska universitetet INSEAD 1983. Han arbetade på finanssidan på ABB och HSBC under 1980-talet.

## Biografi
Didrik Hamilton är son till James Malcom Gerald Fitz-Gilbert Hamilton och Tatiana Elisabeth Maria Rappe. Modern Tatiana (1916-2006) tillhörde den friherrliga ätten Rappe, och var dotter till ryttmästare Christopher Johan Rappe och ryskan Hélène de Pletneff. Hamilton gick i Sigtunas internatskola 1969-1975 och var då klasskamrat med Marcus Wallenberg (född 1956).
Hamilton är en flitig privatinvesterare och har tillsammans med sin bror, framlidne Archibald Hamilton, sedan 1980-talet deltagit i ett stort antal nyemissioner i småföretag, ofta nystartade. Han var i det sammanhanget en så kallad affärsängel. Han är också en ofta anlitad styrelseledamot och styrelseordförande, främst i små tillväxtföretag, ofta där han själv är delägare. Han har exempelvis varit ledamot i börsnoterade IDL Biotech, ordförande i Corporate Engineering, ordförande i Kobolde & Partners, ledamot i WebRay, Biteam, Pacta och i Hanvad Invest. Sitt dagliga arbete bedriver han från bolaget Soffloch Advice AB.
Hamilton är ledamot i Nya Sällskapet och medlem i Coldinuorden.
Didriks farfar, Gilbert Hamilton, var den sista översten vid Smålands husarregemente när det lades ned 1927, och är den person som avses i namnet på piptobaken "Greve Hamilton".